# Овал Декарта
Ова́л Дека́рта — плоска геометрична крива четвертого порядку, що є геометричним місцем точок, для яких сума відстаней r1 і r2 від двох точок F1 і F2 (фокусів) помножених на константи p1 і p2 є сталою, тобто:
{\displaystyle p_{1}r_{1}+p_{2}r_{2}=const}.

## Рівняння кривої
Ця крива описується рівнянням:
{\displaystyle (x^{2}+y^{2}-2ax)^{2}=b^{2}(x^{2}+y^{2})+c\;,}
де a, b і c є константами, що пов'язані з параметрами p1, p2 та d (відстані між фокусами F1 і F2).
Якщо p1 = p2, отримаємо еліпс.
Для випадку p1 = - p2, отримаємо гіперболу.
Цю криву першим дослідив і описав Рене Декарт у 1637 році. Ці овали Декарт побудував при вирішенні задачі з оптики: він шукав криву, яка б заломлювала промені, які виходять з однієї точки, так, що заломлені промені проходили б через іншу задану точку.

## Приклади овалів Декарта
|                     |
| a = 1, b = 1, c = 0 |

|                     |
| a = 1, b = 1, c = 1 |

|                      |
| a = 1, b = 1, c = -1 |

|                        |
| a = 1, b = 1, c = 0,05 |

|                         |
| a = 1,5, b = 0, c = 0,5 |